# Xã Oneida, Quận Tama, Iowa
Xã Oneida (tiếng Anh: Oneida Township) là một xã thuộc quận Tama, tiểu bang Iowa, Hoa Kỳ. Năm 2010, dân số của xã này là 439 người.